# خورخي لويس كامبوس
خورخي لويس كامبوس (بالإسبانية: Jorge Luis Campos)‏ (مواليد 11 أغسطس 1970) هو لاعب كرة قدم. يلعب مع منتخب باراغواي لكرة القدم. سبق له أن لعب في كأس العالم لكرة القدم مع منتخب بلاده.

## روابط خارجية
- خورخي لويس كامبوس على موقع قاعدة بيانات كرة القدم.إي يو (الإنجليزية)
- خورخي لويس كامبوس على موقع ناشيونال فوتبول تيمز (الإنجليزية)
- خورخي لويس كامبوس على موقع عالم كرة القدم.نت (الإنجليزية)
- خورخي لويس كامبوس على موقع اللجنة الأولمبية الدولية (الإنجليزية)
- خورخي لويس كامبوس على موقع أوليمبيديا (الإنجليزية)